# William Bartholomae Jr.
William August Bartholomae, Jr. (23 de janeiro de 1893 - 5 de janeiro de 1964) foi um marinheiro americano e magnata do petróleo. Ele competiu nos 6 metros mistos nos Jogos Olímpicos de Verão de 1936. Bartholomae, padrasto do colega concorrente Carl Paul, foi morto à facada por Manola Gallardo, irmã da sua cunhada, a Sra. Charles Bartholomae, em 1964.